# Nicola Buschi
Nicola Buschi (* 23. Oktober 1732 in Cesena; † 23. September 1813) war ein italienischer römisch-katholischer Geistlicher und Bischof von Ferentino.

## Leben
Nicola Buschi wurde am 23. Oktober 1732 in Cesena als Sohn einer Adelsfamilie geboren. Er studierte römisches und kanonisches Recht und wurde im Alter von zwanzig Jahren, am 6. April 1752, an der Universität von Fermo in utroque jure promoviert. Nachdem er auch seine philosophischen und theologischen Studien abgeschlossen hatte, wurde er am 26. Oktober 1766 zum Priester geweiht. Am 11. April 1785 wurde er zum Kanoniker der Lateranbasilika in Rom und zum Titularerzbischof von Ephesus ernannt. Die Bischofsweihe spendete ihm am 24. April desselben Jahres der Kardinalbischof von Porto e Santa Rufina, Carlo Rezzonico; Mitkonsekratoren waren die Kurienerzbischöfe Orazio Mattei und Giovanni Francesco Guidi di Bagno-Talenti. 
Am 15. Februar 1786 wurde er von Papst Pius VI. zum Hausprälaten und päpstlichen Thronassistenten und am 11. August 1800 mit dem persönlichen Titel eines Erzbischofs von der Kurie (er war Sekretär der Religiosenkongregation) auf den Bischofssitz von Ferentino versetzt, wo er im Alter von über 80 Jahren am 23. September 1813 starb.
Er war Mitkonsekrator bei 90 Bischofsweihen (u. a. der des späteren Papstes Pius VIII., Francesco Saverio Castiglioni, am 17. August 1800). Er wurde in der Kathedrale von Ferentino bestattet.